# Priscilla Buxton

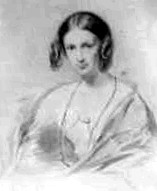
Priscilla Buxton, Frontispiz ihrer Memoiren, 1862

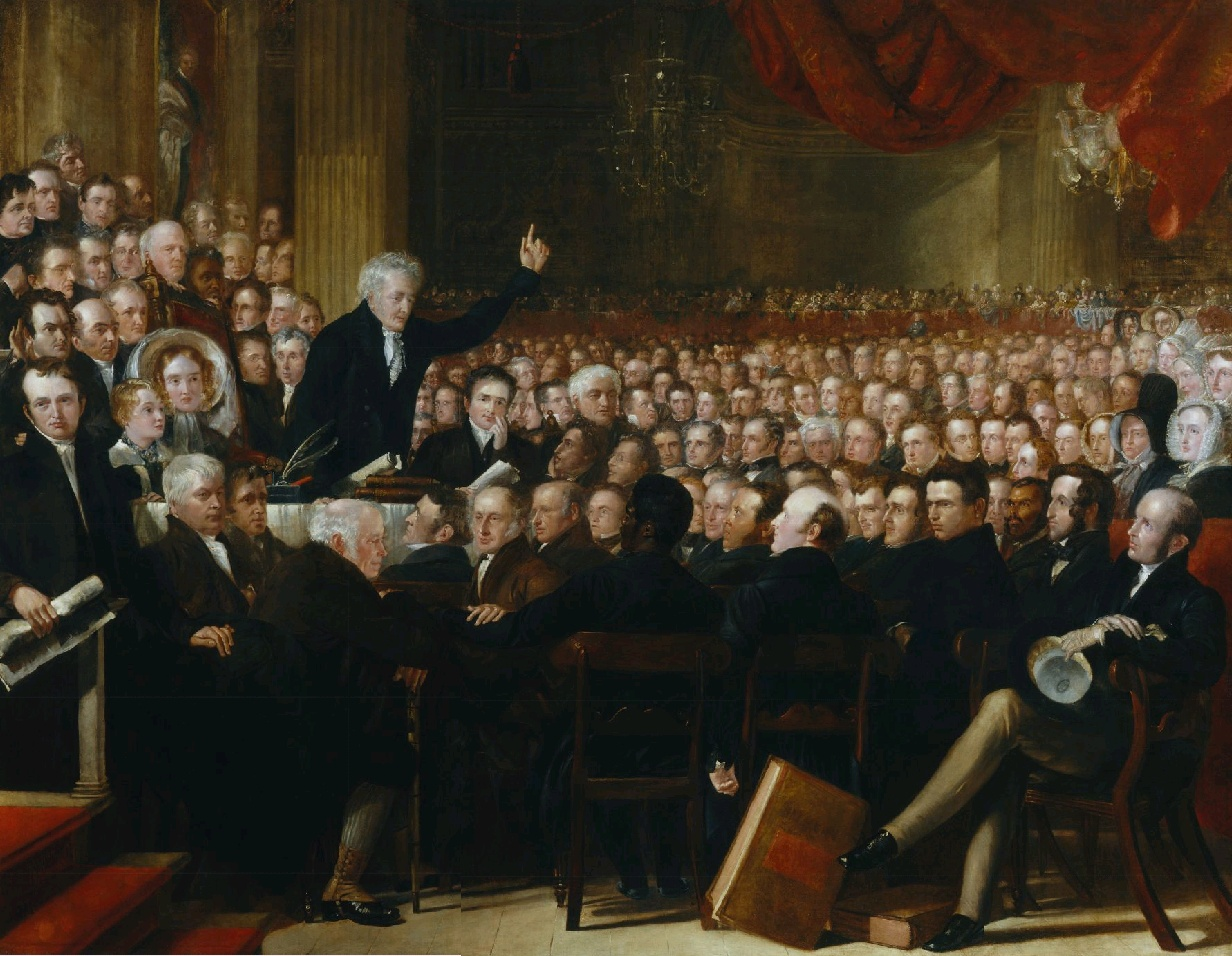
Teilnehmende an der World Anti-Slavery Convention von 1840, Benjamin Robert Haydon, 1841 (Buxtons Vater ganz links als Dritter von unten und Opie ist in der vordersten Reihe als zweite von rechts mit schwarzer Haube dargestellt; Buxton fehlt)

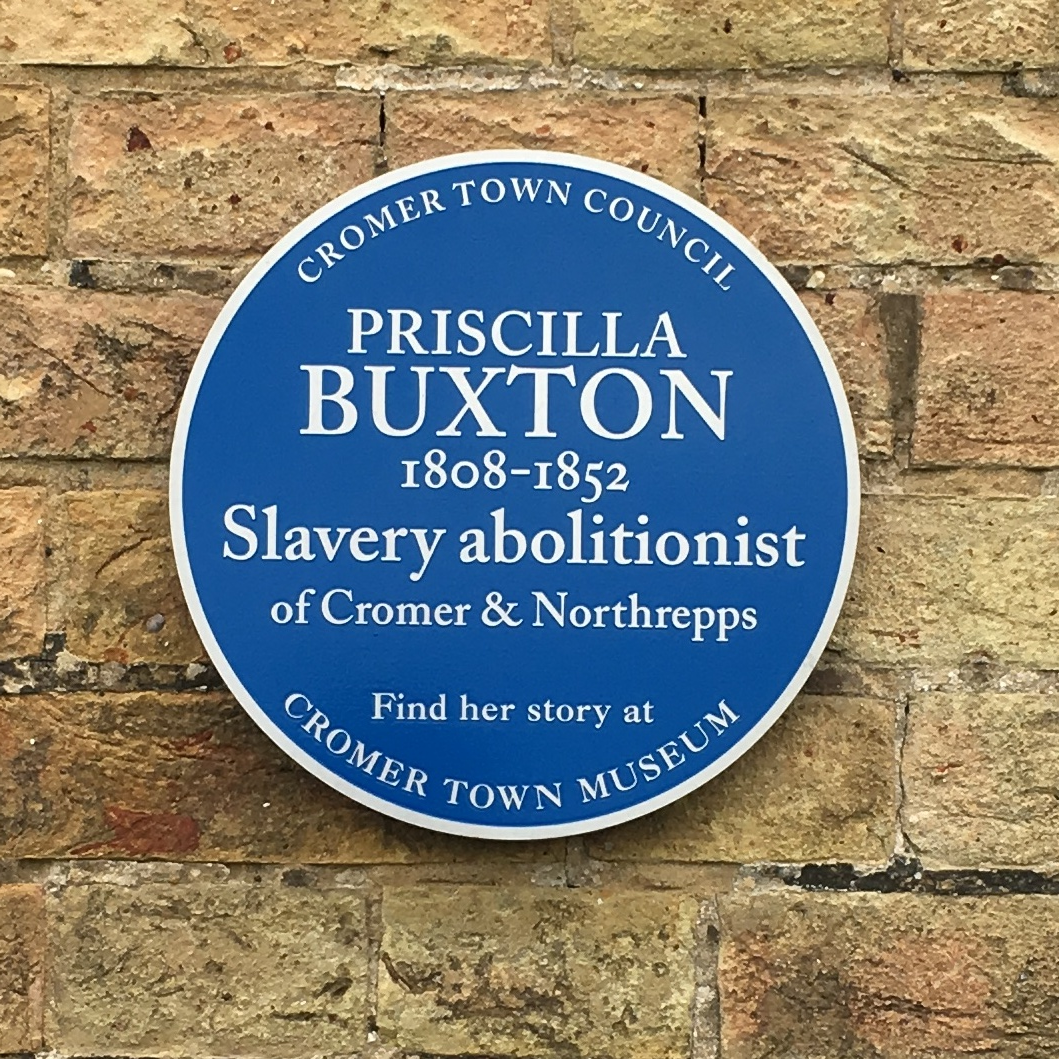
Blue plaque in Cromer

Priscilla Buxton, verheiratete Johnston, (* 25. Februar 1808 in Earlham Hall, Norwich, Norfolk; † 18. Juni 1852 in Halesworth, Suffolk) war eine britische Abolitionistin. Sie war Co-Sekretärin der London Female Anti-Slavery Society. Im Jahr 1833 wurde dem Parlament eine Petition mit 187.000 Unterschriften von Frauen zur Abschaffung der Sklaverei vorgelegt. Die ersten beiden Namen auf der Listen waren die von Amelia Opie und Priscilla Buxton.

## Leben
Buxton wurde als ältestes von acht Kindern von Hannah (geborene Gurney, 1783–1872) und Sir Thomas Fowell Buxton, 1. Baronet (1786–1845) geboren. Thomas Fowell Buxton arbeitete in der Brauerei Truman, Hanbury & Co. of Spitalfields, war Parlamentsabgeordneter und prominenter Kämpfer gegen die Sklaverei. Von Buxtons jüngeren Geschwistern überlebten drei das Säuglings- oder Kindesalter, darunter ihr Bruder Charles Buxton (1822–1871), der wie sein Vater Mitglied des Parlaments wurde. Ihr Vater war Anglikaner, während ihre Mutter aus einer prominenten Quäkerfamilie stammte, zu deren Mitgliedern der Sklavereigegner Joseph John Gurney (1788–1847) und die Gefängnisreformerin Elizabeth Fry (1780–1845) gehörten.
Buxton arbeitete ihrem Vater bei dessen Kampagne zur Beendigung der Sklaverei in den britischen Kolonien zu. In der 1823 von ihrem Vater mitgegründeten Anti-Slavery Society konnte sie nicht Mitglied werden, da nur Männer beitreten durften. 1832 wurde Buxton Co-Sekretärin der London Female Anti-Slavery Society. Auch bei den Reden des Vaters zum Thema im Parlament durfte sie als Frau nicht zuschauen. Frauen konnten aber Petitionen einreichen und Buxton beteiligte sich 1833 an einer Aktion, die am Ende 187.000 Unterzeichnerinnen gegen die Sklaverei hatte und die dem Parlament vorgelegt wurde. Die ersten beiden Namen auf der Petition waren Amelia Opie und Priscilla Buxton.
Buxton heiratete den schottischen Politiker Andrew Johnston, der ein Verbündeter ihres Vaters war. Johnston hatte bei den Parlamentswahlen von 1832, den ersten nach dem Reform Act, kandidiert und wurde Abgeordneter für den St Andrews District of Burghs in Fife. Sie entschieden sich, am 1. August 1834 zu heiraten, dem Tag, an dem die Mehrheit der Sklaven im britischen Empire legal befreit wurde. Das Paar bekam vier Kinder.
Ihr Ehemann und ihr Vater verloren ihre Sitze bei den Wahlen von 1837. Das Ehepaar zog nach Fife und kehrte später in den Süden zurück, wo Johnston eine Stelle in der Gurney's Bank annahm. Priscilla Buxton starb im Jahr 1852.
Buxtons Tagebuch und Briefe wurden 1862 veröffentlicht. Die Stadtverwaltung von Cromer, Norfolk, hat für Buxton eine Gedenktafel angebracht, die für ihr Museum wirbt.